# Капъскейсинг
Капъскейсинг (на английски: Kapuskasing) е град на река Капъскейсинг в северната част на Онтарио, Канада. Населението му е 9238 жители от преброяването през 2001 г.